# 譚莎拉
譚莎拉醫生（Dr. Sara Tancredi）是美國電視劇《越獄風雲》的角色，由莎拉·维恩·考丽丝飾演。在首輯時司職監獄醫生，後來成為施米高的妻子。在第一季時故意不把醫護室的門鎖上讓米高逃走。

## 簡介
- 首次獄醫身份出現於第一輯第一集
- 父親名為Frank Tancredi，是洲長
- 四輯合共出現66集
- 兒子名為Michael Scofield Jr.，布利恒是其大伯

## 曾使用化名
- Kelli Foster（第二輯第10集）
- Stephanie Reed（第四輯第3集）